# Universidade de Sussex
A Universidade de Sussex está localizada em Falmer, cerca de seis quilômetros da cidade de Brighton, Reino Unido.

## História
A Universidade de Sussex foi fundada em 1961.

## Organização
O ano acadêmico se divide em três períodos, cada um com uma duração de oito semanas. O período do outono vai do começo de outubro até dezembro; primavera normalmente vai desde de janeiro até um pouco antes da pascoa; e o verão se estende entre depois da pascoa até Junho.  

## Pessoas notáveis

### Alunos notáveis

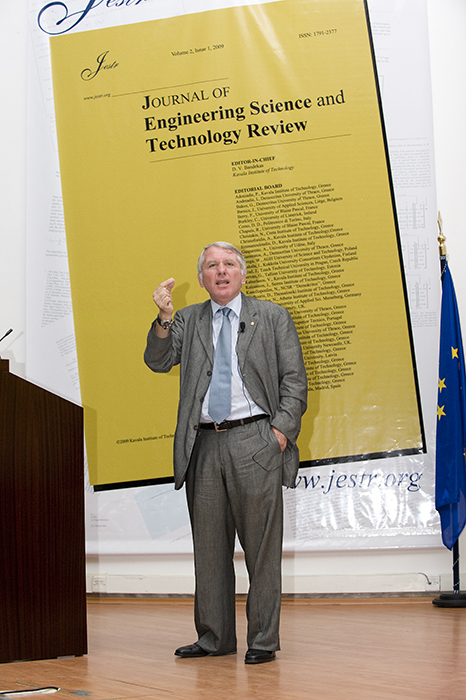
Dimitri Nanopoulos
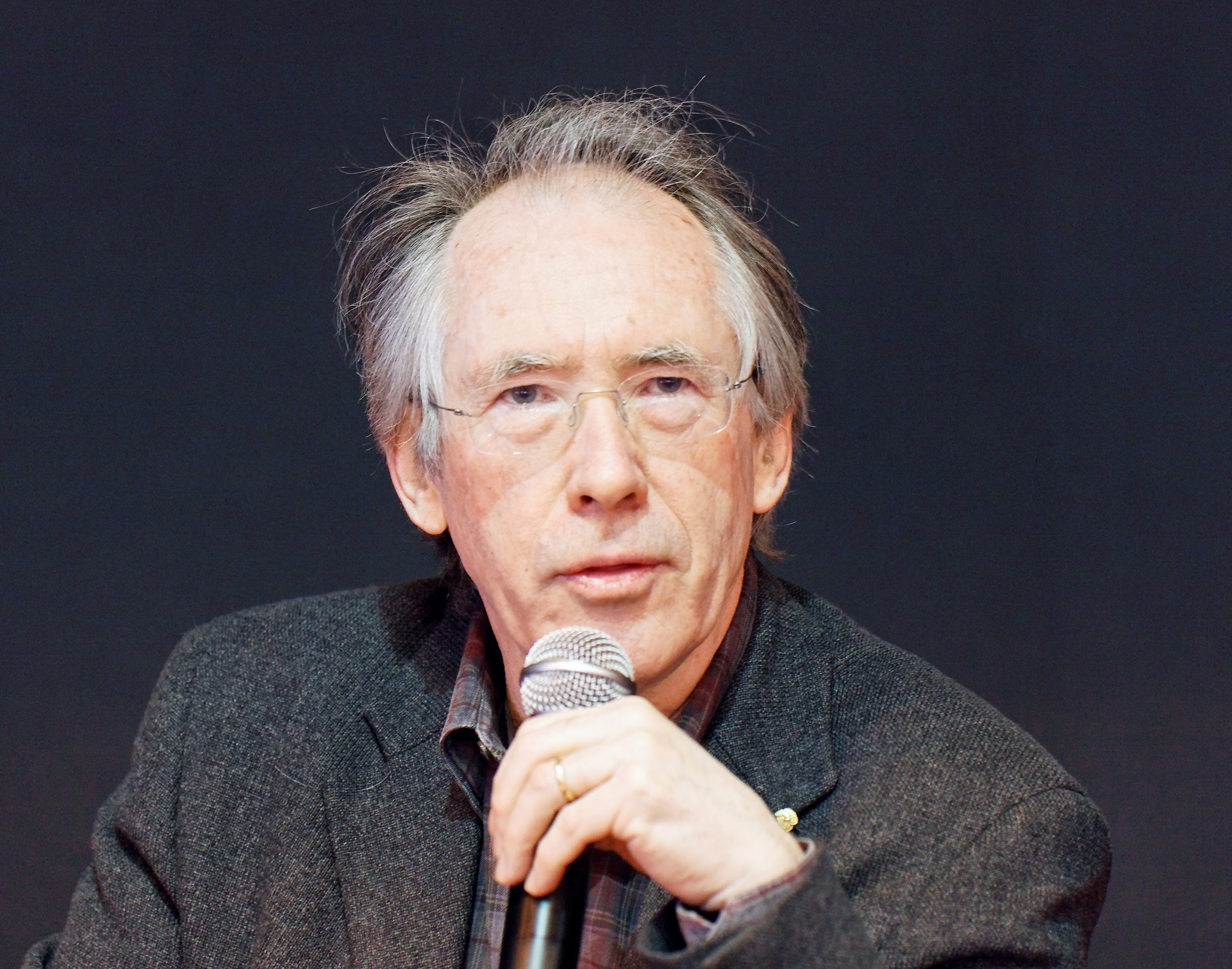
Ian McEwan
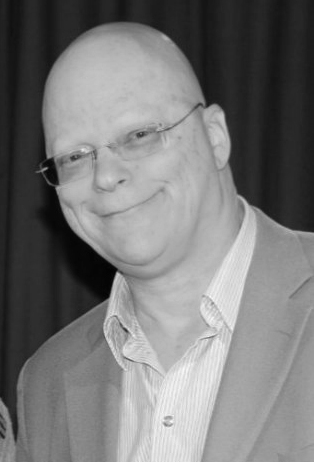
John Altman
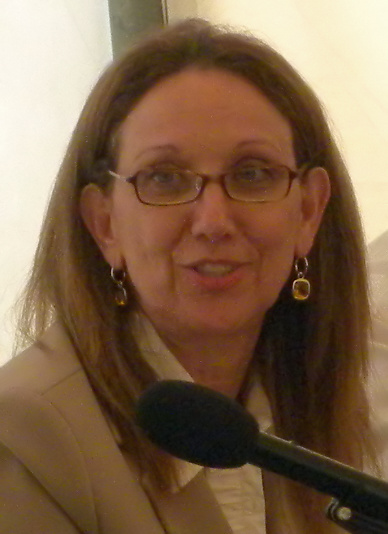
Rebeca Grynspan Mayufis
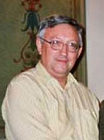
Alan Woods

### Professores notáveis

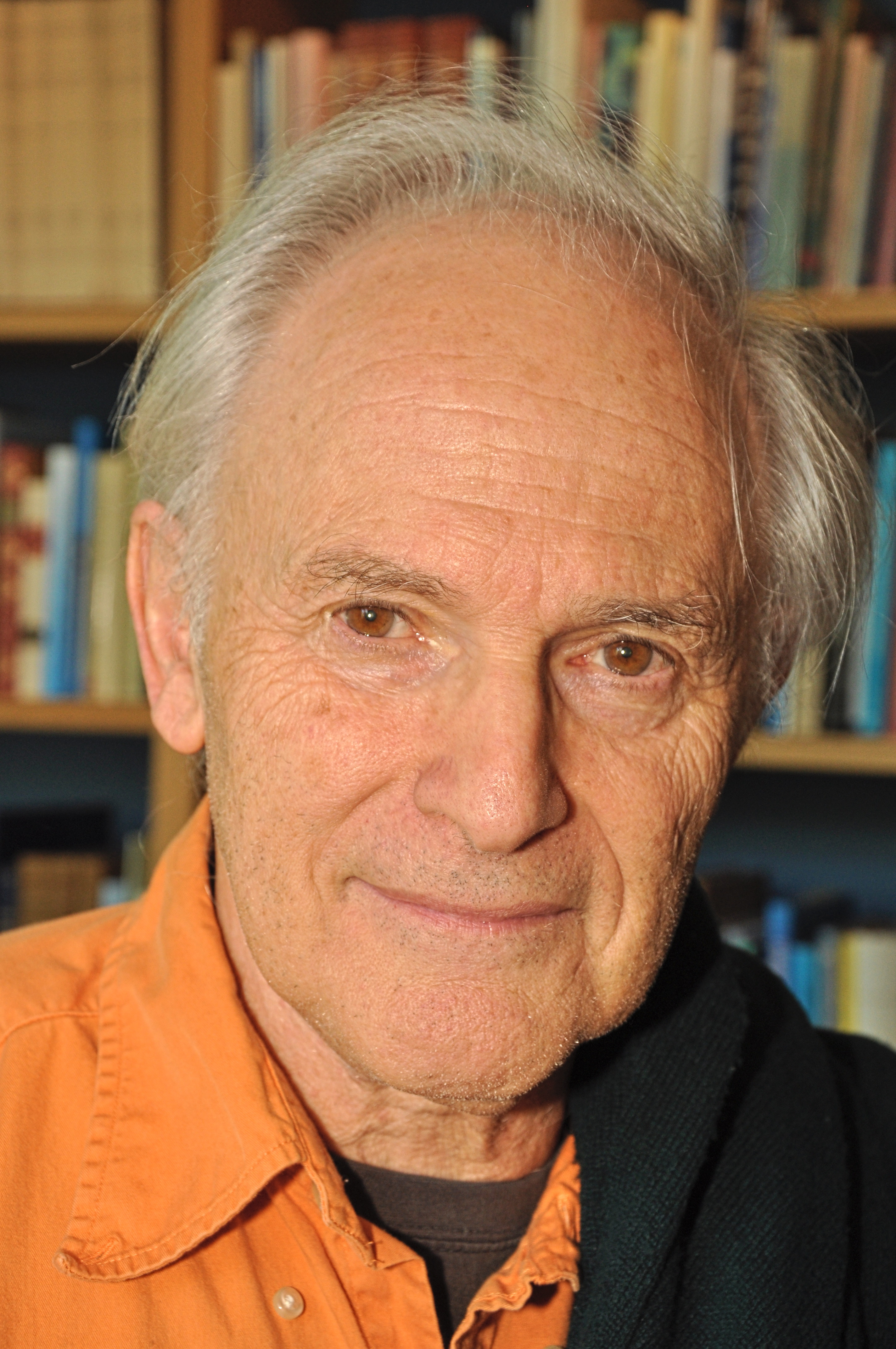
Harold Kroto, vencedor do prêmio nobel de química de 1996
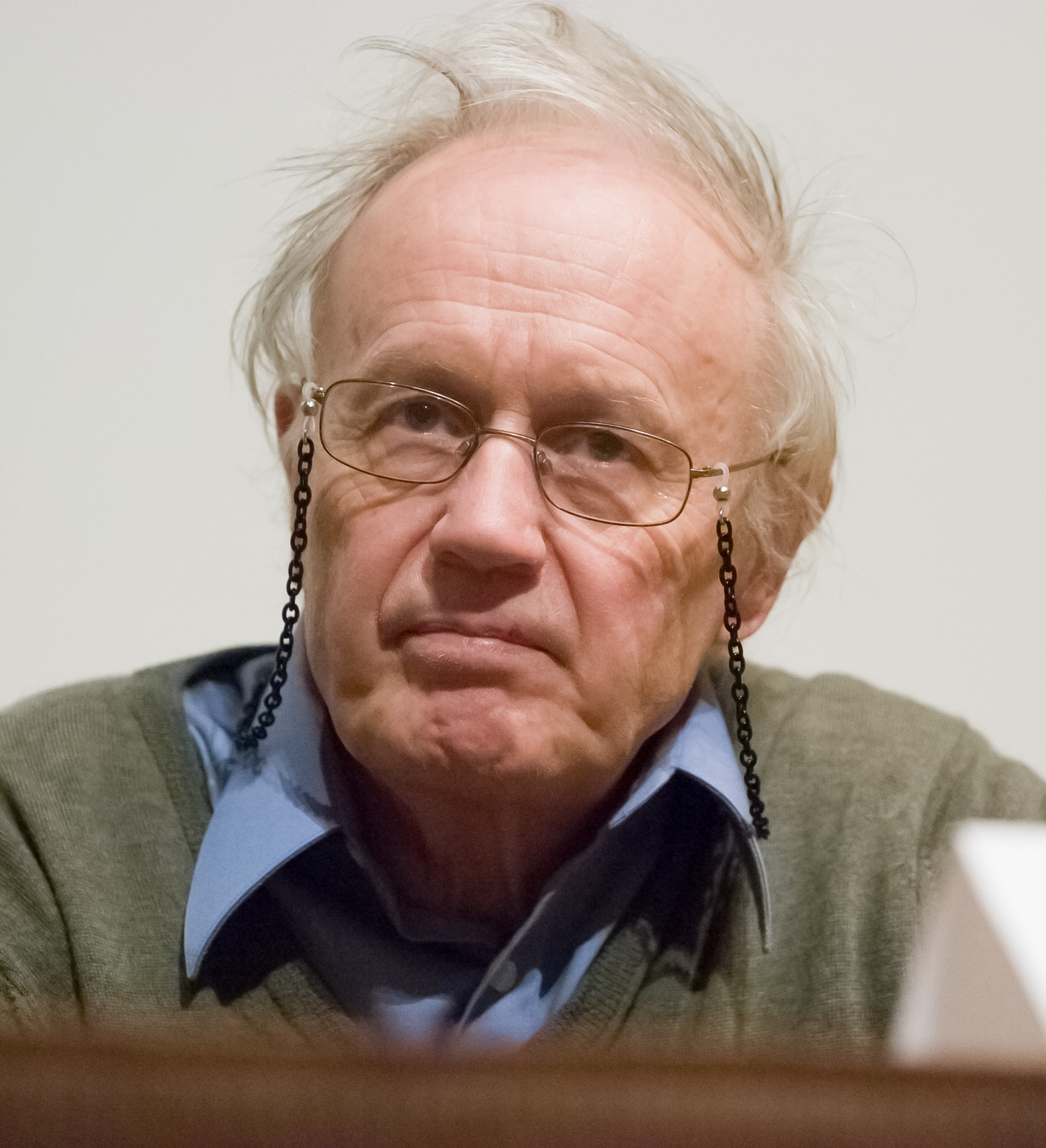
Anthony Leggett, vencedor do prêmio nobel de física de 2003
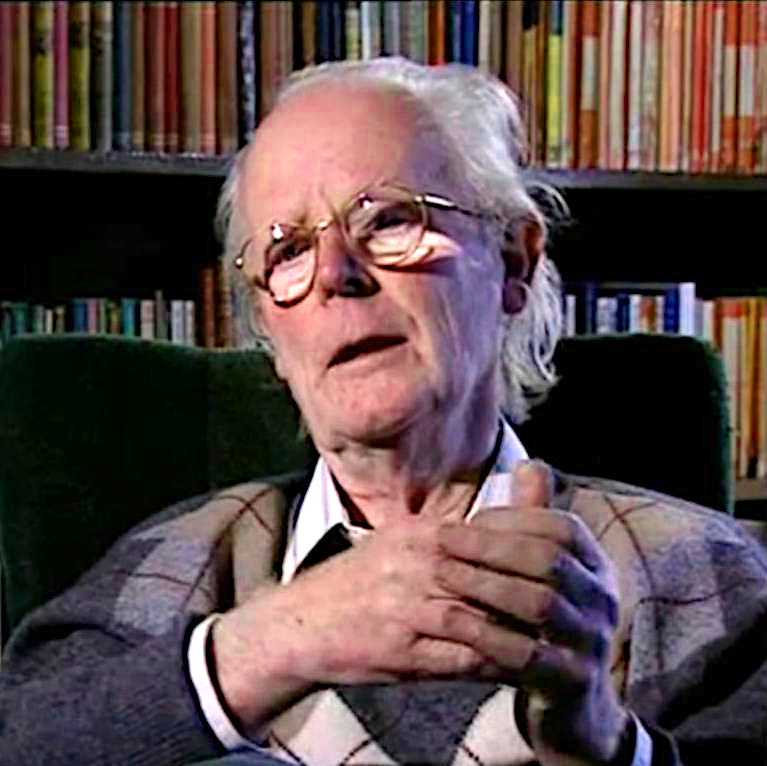
John Maynard Smith, 1999 Prêmio Crafoord